# Fuentes (Cuenca)
Fuentes ist ein Ort und eine zentralspanische Gemeinde (municipio) mit 468 Einwohnern (Stand: 2024) im Norden der Provinz Cuenca in der Autonomen Region Kastilien-La Mancha. 

## Lage und Klima
Fuentes liegt auf der Westseite des Iberischen Gebirges in einer Höhe von ca. 965 m. Die Provinzhauptstadt Cuenca befindet sich gut 18 Kilometer (Fahrtstrecke) nordwestlich. Das Klima im Winter ist gemäßigt, im Sommer dagegen warm bis heiß. Regen (580 mm/Jahr) fällt das ganze Jahr über.

## Bevölkerungsentwicklung
| Jahr      | 1970 | 1981 | 1991 | 2001 | 2011 | 2021 |
| Einwohner | 690  | 541  | 567  | 516  | 494  | 467  |

## Sehenswürdigkeiten
- Burgruine
- Kirche Mariä Himmelfahrt (Iglesia de Nuestra Señora de la Asunción)
- Kapelle Mariä Gnade

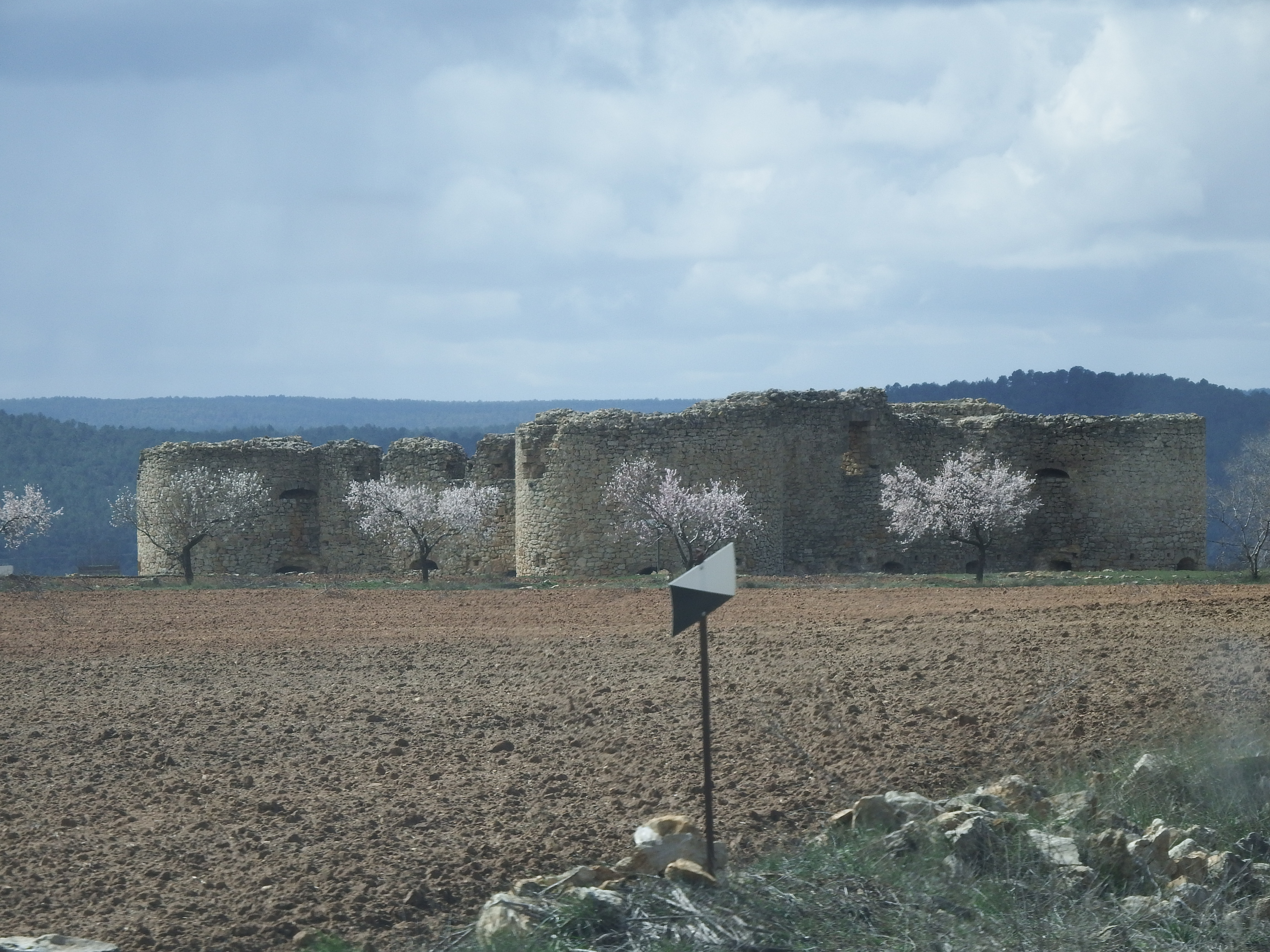
Burgreste
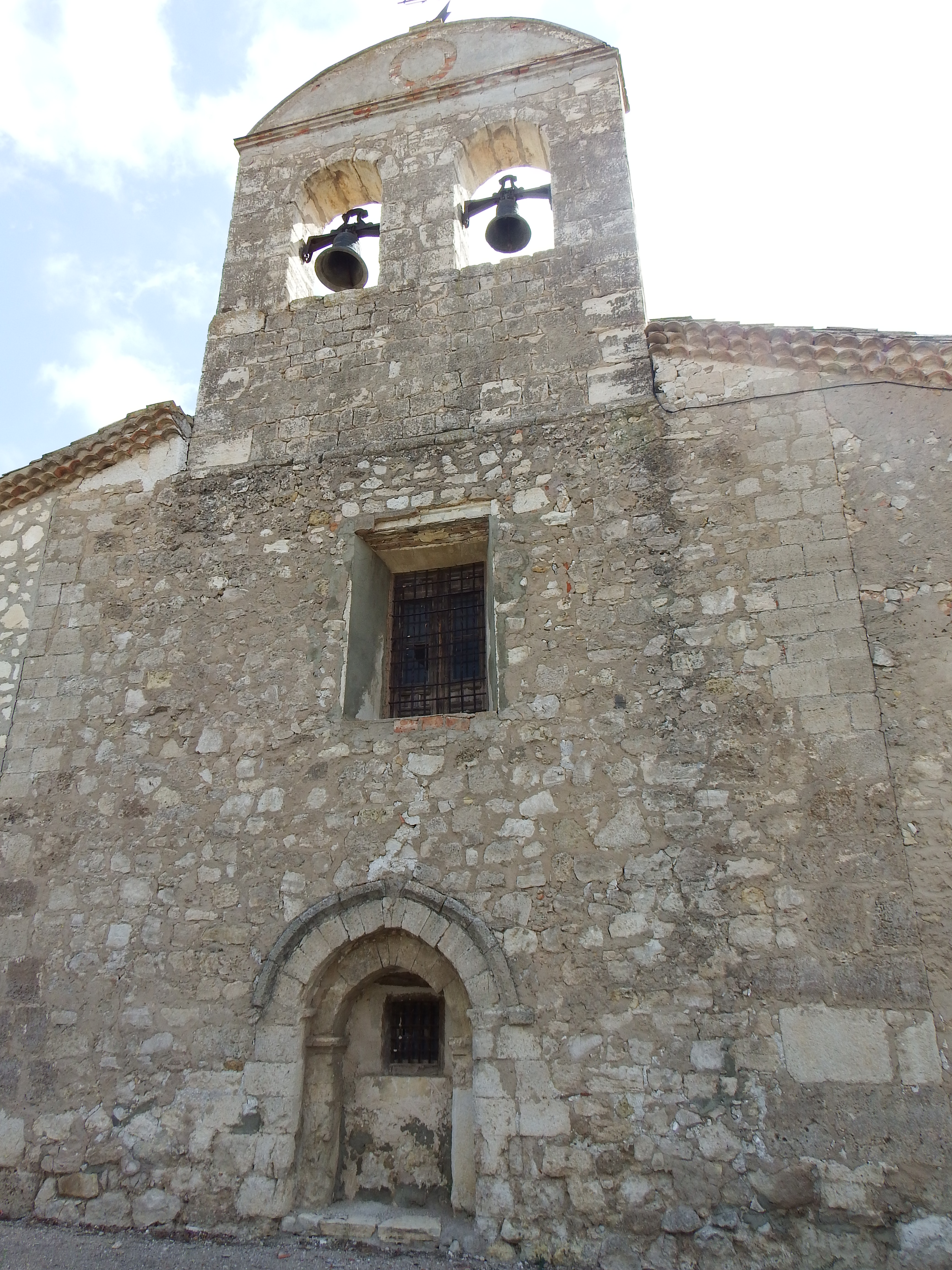
Kirche Mariä Himmelfahrt
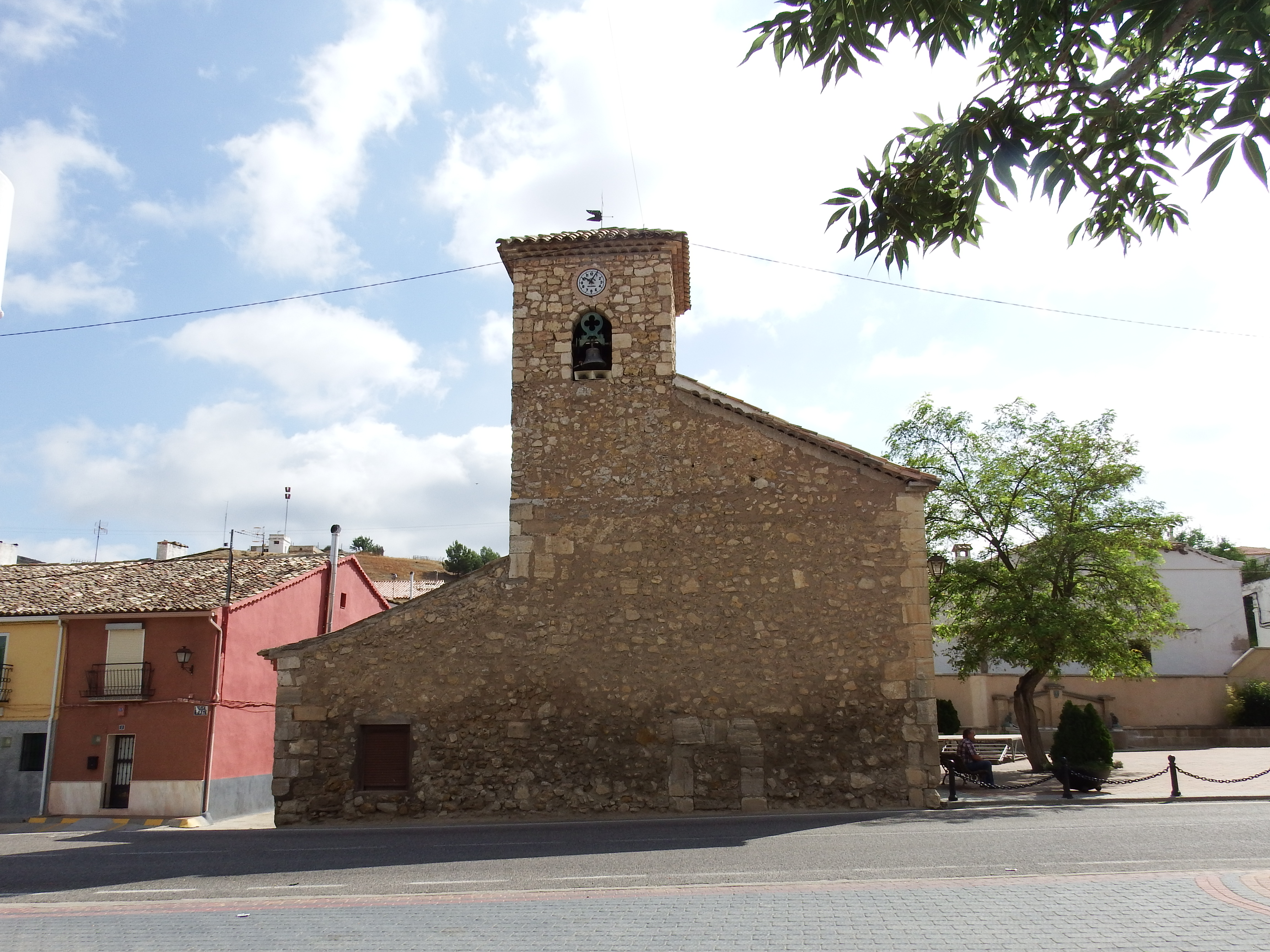
Kapelle Mariä Gnade
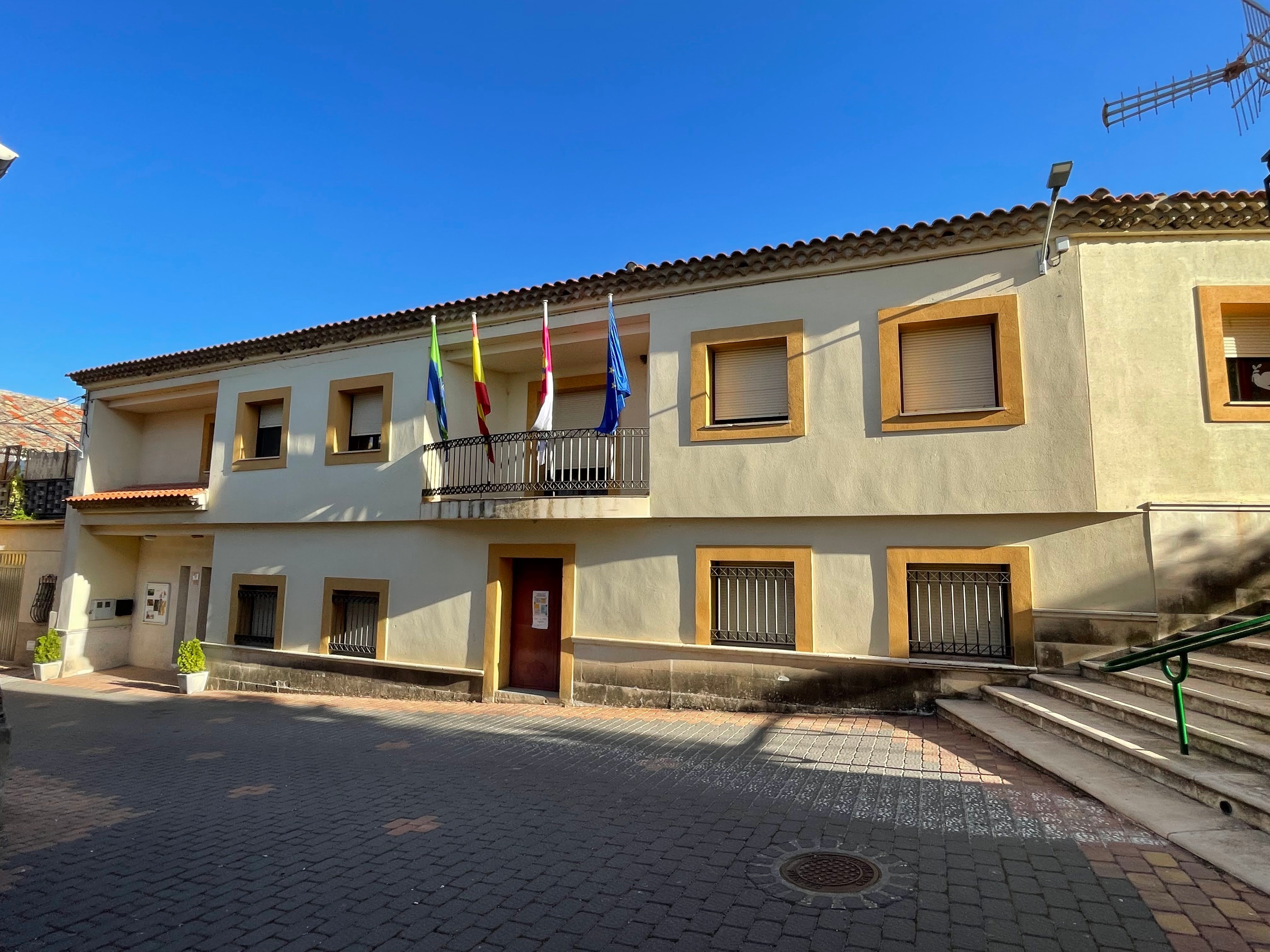
Rathaus